# مودیز اینوستور سرویس
مودیز اینوستور سرویس (انگلیسی: Moody's Investors Service) شرکت خدمات مالی آمریکایی است، که در سال ۱۹۰۹ تأسیس شد.